# Michael Hainisch
Michael Arthur Josef Jakob Hainisch ( [ˈmɪçaːʔeːl ˈhaɪ̯nɪʃ] ?; født 15. august 1858 i Aue bei Schottwien (Niederösterreich), død 26. februar 1940 i Wien) var Østrigs forbundspræsident fra 1920 til 1928. 
Hainisch var søn af den østrigske kvindesagsforkæmper Marianne Hainisch.
Efter afslutningen af sine jurastudier beskæftigede han sig bl.a. landbrugs- og socialpolitiske spørgsmål. Hans egen landejendom udvikledes til et mønsterbrug.
Hainisch var aktiv i folkeoplysningsspørgsmål, bl.a. ved grundlæggelsen af Wiens centralbibliotek, den første østrigske aftenskole og det østrigske folkeuniversitet. Andre af hans mærkesager var elektrificering af jernbanenettet, udvikling af turismen, fremme af samhandelen med Tyskland og fredning af mindesmærker.
Han var ikke tilknyttet noget parti, men sympatiserede med de tysk-nationale strømninger og gik i 1938 ind for Østrigs indlemmelse i Tyskland.